# 伊氏真蚓
伊氏真蚓（学名：Atretochoana eiselti）又名艾氏闭管螈，俗稱陰莖蛇（Penis Snake），是屬蚓螈目真蚓科的一個物種。過往本種只有兩個標本，直至牠於2011年11月在巴西亞馬遜河流域一處水力發電廠重新被發現。截至1998年，過往存在的模式標本位於奧地利維也納的自然歷史博物館。本種在1968年被發現時被劃歸于盲螈科（Typhlopidae）盲螈屬（Typholonectes），1996年才重新归类为獨立的单型属，并且發現真蚓屬比較接近水蚓属（Potomotyphlus）多於盲螈屬。本种是四足類中少數几种沒有肺臟的物種当中最大的一种，也是真蚓科中除了巨型无肺蚓螈（Caecilita iwokramae）之外的另一个无肺物种。

## 外部連結
- 1998 paper reporting discovery of second specimen （页面存档备份，存于）
- 2011 paper reporting the discovery of live specimens（页面存档备份，存于）